# Symmorphus decens
Symmorphus decens är en stekelart som beskrevs av Kostylev 1940. Symmorphus decens ingår i släktet vedgetingar, och familjen Eumenidae. Inga underarter finns listade i Catalogue of Life.